# Rogleț, Vidin
Rogleț (în bulgară Роглец) este un sat în comuna Rujinți, regiunea Vidin,  Bulgaria. 

## Demografie
Componența etnică a satului Rogleț
     Bulgari (100%)
     Nicio identificare (0%)
     Altele (0%)
La recensământul din 2011, populația satului Rogleț era de 27 locuitori. Din punct de vedere etnic, toți locuitorii erau bulgari.